# Winfried Kluth
Winfried Kluth (* 20. Februar 1959 in Bonn) ist Professor für Öffentliches Recht an der Martin-Luther-Universität Halle-Wittenberg und ehemaliger Richter am Landesverfassungsgericht Sachsen-Anhalts in Dessau-Roßlau. Zugleich ist er Vorstandsvorsitzender des Instituts für Kammerrecht e.V. und Geschäftsführender Direktor des Instituts für Marktordnungs- und Berufsrecht.

## Werdegang
Von 1979 bis 1981 studierte Kluth Rechtswissenschaft und Geschichte an der Rheinischen Friedrich-Wilhelms-Universität Bonn und von 1981 bis 1984 an der Westfälischen Wilhelms-Universität in Münster. 1984 legte er das Erste Juristische Staatsexamen ab. Von 1984 bis 1987 war er wissenschaftliche Hilfskraft am Kommunalwissenschaftlichen Institut der WWU Münster. 1987 folgte eine Promotion durch die Rechtswissenschaftliche Fakultät der WWU Münster mit der Arbeit Grenzen kommunaler Wettbewerbsteilnahme. 1991 legte er das Zweite Juristische Staatsexamen in Nordrhein-Westfalen ab.
Von 1992 bis 1996 war er wissenschaftlicher Assistent am Institut für Staatsrecht der Universität zu Köln, 1996 Habilitation durch die Rechtswissenschaftliche Fakultät der Universität zu Köln mit einer Habilitationsschrift zum Thema Funktionale Selbstverwaltung. Im Wintersemester 1996/97 Vertretungsprofessur an der Westfälischen Wilhelms-Universität Münster. Von 1997 bis 1998 Vertretungsprofessur an der Ludwig-Maximilians-Universität München. Seit dem Wintersemester 1998/99 hat Kluth den Lehrstuhl für Öffentliches Recht an der Martin-Luther-Universität Halle-Wittenberg inne. 
Von Dezember 2000 bis Dezember 2014 war er Richter am Landesverfassungsgericht Sachsen-Anhalt.
Ferner ist er Mitglied der Akademie für Ethik in der Medizin (Göttingen), der Deutschen Gesellschaft für Medizinrecht (DGMR) e.V., des Interdisziplinären Wissenschaftlichen Zentrums Medizin-Ethik-Recht an der Martin-Luther Universität Halle-Wittenberg (IWZ MER) und des Wissenschaftlichen Beirats der DGMR. Außerdem ist er Mitherausgeber und Schriftleiter der Zeitschrift für Ausländerrecht und Ausländerpolitik (ZAR). Seit 2023 ist er Mitglied im Sachverständigenrat für Integration und Migration, seit Januar 2025 dessen Vorsitzender.

## Stellungnahme zum Diskriminierungsverbot
Kluths Äußerungen am 21. April 2010 vor dem Rechtsausschuss des Deutschen Bundestages zu drei Entwürfen für ein grundgesetzliches Verbot von Diskriminierung aufgrund „sexueller Identität“ führten zu Kritik von Migranten- und Homosexuellenverbänden. 
Kluth, der von der CDU-Fraktion berufen worden war, lehnte wie die Mehrzahl der angehörten Experten eine Verfassungsänderung ab. In seinem Gutachten schrieb er:
„Im staatlichen Bereich kann heute nicht mehr von einem spürbaren Diskriminierungspotenzial im Hinblick auf die sexuelle Identität gesprochen werden, das über allgemeine Auswirkungen von Meinungsvielfalt und unterschiedlichen Vorstellungen über Lebensformen hinausgeht“.
Kluth ging davon aus „dass für weite Teile der muslimischen Bevölkerung bzw. Zuwanderer die Identifikation mit der Verfassung und der durch sie geprägten Staats- und Gesellschaftsordnung erschwert würde“. Daraufhin warfen der Lesben- und Schwulenverband in Deutschland, und der Türkische Bund in Berlin-Brandenburg Kluth und der CDU vor, Bevölkerungsgruppen gegeneinander auszuspielen und zu versuchen „durch eine missbräuchliche Instrumentalisierung der Muslime eigene Vorbehalte gegenüber Homosexuellen zu verschleiern“. Der Zentralrat der Muslime schloss sich diesem Protest an.

## Veröffentlichungen (Auswahl)
- Grenzen kommunaler Wettbewerbsteilnahme. Grenzen wirtschaftlicher Betätigung von Gemeinden und Gemeindeverbände im Wettbewerb mit Privaten im Bereich der Sozialwirtschaft. Zur Dogmatik der wirtschaftlichen Betätigung des Staates, Köln/Berlin/Bonn/München, Heymann 1988, ISBN 3-452-21302-1
- Die demokratische Legitimation der Europäischen Union. Eine Analyse der These vom Demokratiedefizit der Europäischen Union aus gemeineuropäischer Verfassungsperspektive, Berlin 1995, Duncker und Humblot, ISBN 3-428-08307-5
- Funktionale Selbstverwaltung. Verfassungsrechtlicher Status – verfassungsrechtlicher Schutz, Tübingen 1995, Mohr Siebeck, ISBN 3-16-146815-5
- Verfassungs- und europarechtliche Fragen einer gesetzlichen Beschränkung der Abgabe von Hilfsmitteln durch Ärzte, Berlin 2004, Erich Schmidt, ISBN 3-503-06389-7
- Föderalismusreformgesetz. Einführung und Kommentierung (Hrsg.), Baden-Baden 2007, Nomos, ISBN 978-3-8329-2540-6